# Поколение Вояджер
«Поколение Вояджер» (англ. Voyagers) — научно-фантастический фильм режиссёра Нила Бёргера, вышедший в 2021 году.

## Сюжет
Действие фильма происходит в недалёком будущем, в нём рассказывается об одиссее 30 юношей и девушек, которые отправляются в космос в многопоколенческой миссии по поиску новой планеты для жизни.

## В ролях
- Колин Фаррелл — Ричард Аллинг
- Тай Шеридан — Кристофер Рэббс
- Лили-Роуз Депп — Сейла
- Финн Уайтхед — Зак
- Вивейк Калра — Питер
- Айзек Хемпстед-Райт — Эдвард
- Куинтесса Суинделл — Джули
- Шанте Адамс — Фиби
- Арчи Мадекве — Кай
- Арчи Рено — Алекс
- Мэдисон Ху — Эдит

## Производство
В январе 2019 года было объявлено о том, что Нил Бёргер будет писать сценарий фильма и режиссировать его. Фильм описывался как «„Повелитель мух“ в космосе». В апреле 2019 года Колин Фаррелл, Тай Шеридан, Лили-Роуз Депп и Финн Уайтхед были среди тех, кто проходил пробы для съёмок в фильмах, а съёмки должны были начаться в Румынии в июне. В июне 2019 года Вивейк Калра, Куинтесса Суинделл, Арчи Мадекве, Арчи Рено присоединились к актёрскому составу фильма, а распространителем фильма стала Lionsgate.
Съёмочный период фильма начался в Румынии в июне 2019 года.

## Восприятие
Сайт-агрегатор рецензий Rotten Tomatoes сообщает, что 26 % из 141 критика дали фильму положительную оценку со средним баллом 5/10. Настасья Горбачевская оценила фильм на 5 из 10, отметив: «„Поколение Вояджер“ бездумно мечется по экрану, пытаясь со всех сторон подпереть клаустрофобию корабля. Зрителям предлагают не самую динамичную экскурсию по борту: здесь борьба альфа-самцов за власть, здесь похоть, тут немного бойцовского клуба, а за бортом по обшивке корабля ползет пришелец (или нет)».